# Chiesa di San Martino (Noceto)
La chiesa di San Martino, nota anche come pieve di Noceto, è un luogo di culto cattolico dalle forme neoclassiche situato in via Don Giovanni Minzoni 5 a Noceto, in provincia e diocesi di Parma; è sede di una parrocchia compresa nella zona pastorale della Pedemontana.

## Storia
Il luogo di culto originario fu edificato tra l'XI e il XII secolo, quando fu distrutta da una rovinosa piena del fiume Taro la pieve di San Martino di Garfagnana, antica località collocata a ovest di Madregolo e menzionata in un documento dell'835. Il titolo plebano, detenuto dall'antico tempio già nel 1005, passò allora alla chiesa di Madregolo e probabilmente a quella di Noceto, entrambe dedicate a san Martino.
La più antica testimonianza dell'esistenza del tempio nocetano risale al 3 febbraio del 1162; il luogo di culto fu successivamente menzionato nel Capitulum seu Rotulus Decimarum della diocesi di Parma del 1230.
Verso la fine del XVII secolo la piccola pieve, ormai inadatta ad accogliere il crescente numero di abitanti del borgo, fu abbattuta e sostituita con un nuovo edificio più ampio; i lavori furono avviati nel 1692 e furono conclusi nel 1754. L'adiacente torre campanaria fu invece terminata nel 1758.
Nel 1875 fu innalzata la nuova larga facciata, su disegno del geometra Ferdinando Leonardi, che progettò anche le due navate laterali affiancate da cinque cappelle per parte; mentre la parte sinistra fu completata nel 1885, la destra fu terminata soltanto alla fine del 1890.
Nel 1905 gli interni furono ornati una prima volta e nel 1908 il vescovo di Parma Guido Maria Conforti consacrò solennemente il tempio.
Nel 1942 Piero Furlotti progettò nuove decorazioni degli interni, a partire dalla cappella del battistero; i lavori furono realizzati dopo il 1950 dai fratelli Furlotti.

## Descrizione

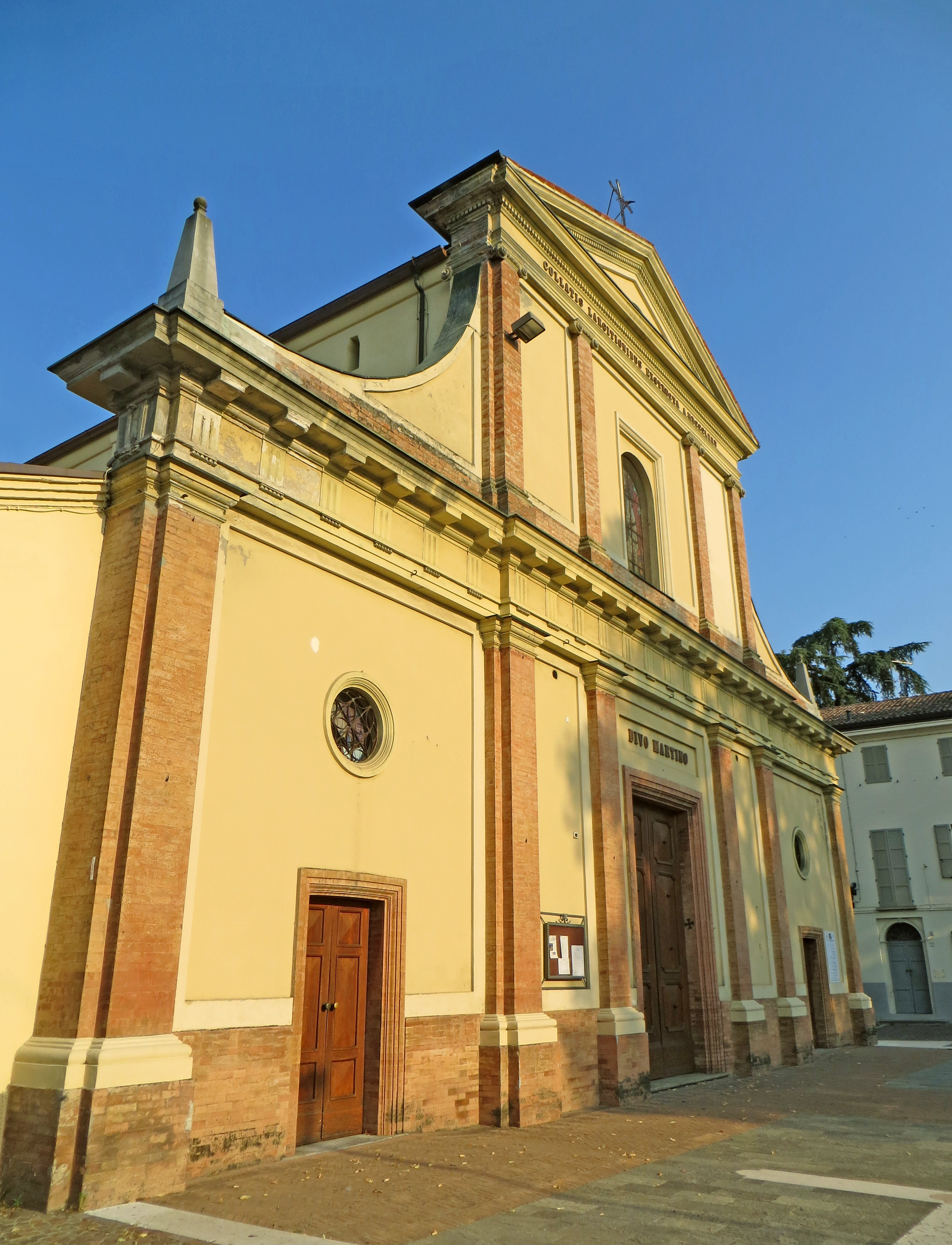
Facciata

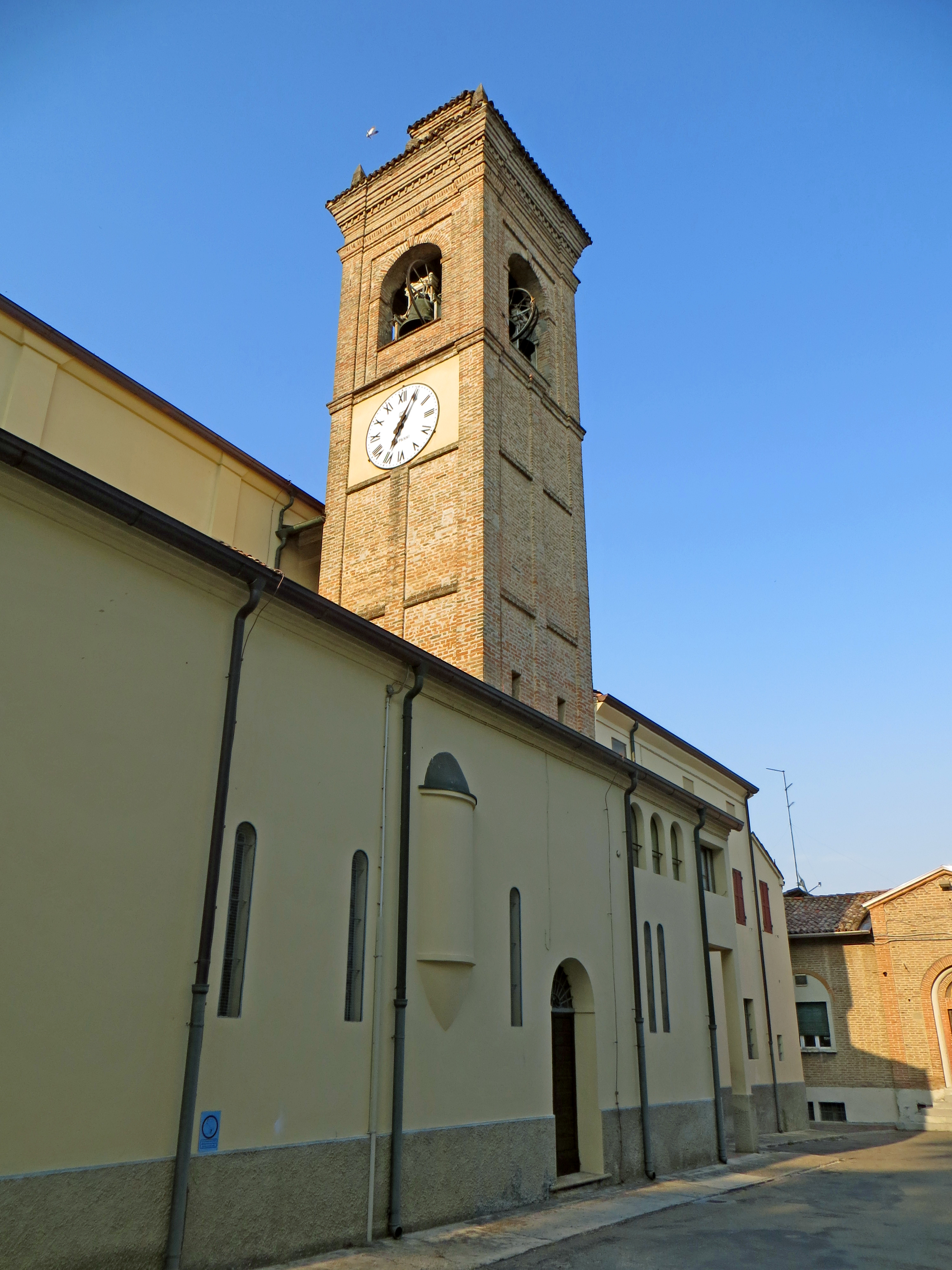
Lato sud e campanile

La chiesa si sviluppa su un impianto a tre navate affiancate da cinque cappelle per lato, con ingresso a ovest e presbiterio absidato a est; accanto al tempio sotto la canonica è posta la cripta di San Francesco.
La simmetrica larga facciata, quasi interamente intonacata, è suddivisa orizzontalmente in due parti da un'alta trabeazione classica, arricchita da triglifi. La zona inferiore è scandita verticalmente da sei lesene in laterizio con capitelli dorici, elevate al di sopra dell'alta fascia basamentale; al centro è collocato l'ampio portale d'ingresso principale, delimitato da cornice in mattoni; ai lati si aprono gli accessi secondari sovrastati da finestre circolari. La zona superiore è scandita da quattro lesene in laterizio con capitelli ionici, elevate al di sopra dell'alta fascia basamentale analoga a quella inferiore; nel mezzo è posizionata un'ampia finestra ad arco a tutto sesto, delimitata da cornice rettangolare intonacata; a coronamento si innalza un largo frontone triangolare, al cui centro, sopra all'iscrizione COLLATIS LARGITIONIBUS EXSTRUCTA A.MDCCCLXXV, è posta una piccola apertura a lunetta; ai lati due volute si concludono alle estremità con due piccoli pinnacoli.
Dai fianchi aggettano le cappelle laterali intonacate, che sulla destra inglobano il settecentesco campanile in laterizio, scandito da lesene ed eleganti fasce marcapiano; la cella campanaria si affaccia sui quattro lati attraverso aperture ad arco a tutto sesto.

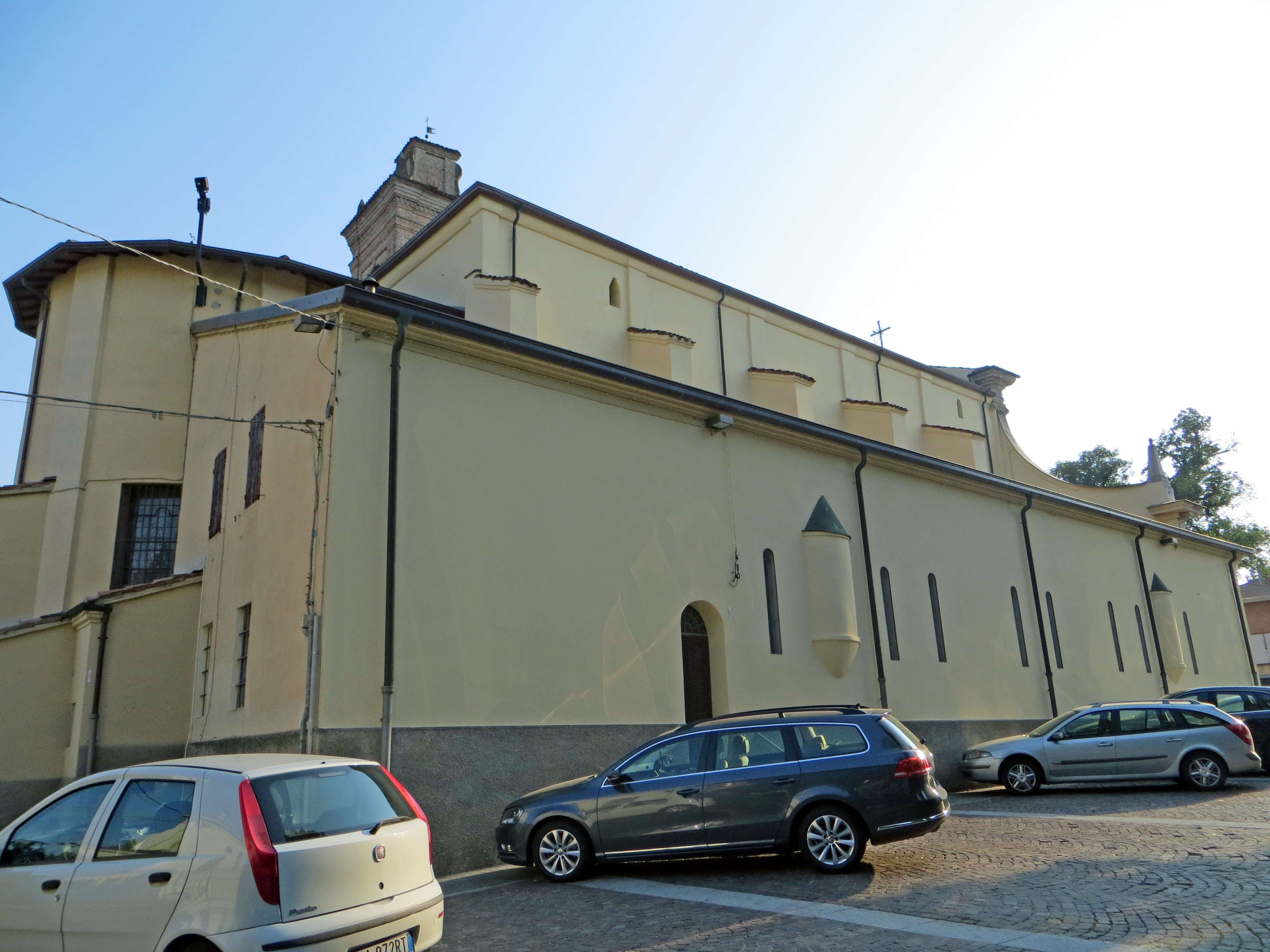
Lato nord

All'interno la grande navata centrale, coperta da volta a botte, è suddivisa dalle laterali da ampie arcate a tutto sesto rette da massicci pilastri, decorati con alte lesene coronate da capitelli dorici a sostegno della trabeazione.
L'arco del presbiterio si apre sulla lunga zona absidale, coperta da catino affrescato; dietro all'altare campeggia la grande pala raffigurante San Martino a cavallo, dipinta da Francesco Scaramuzza nel 1832.
Sui fianchi sono poste le cappelle, cinque per parte, ornate con altari e ricche ancone; la prima sulla sinistra è occupata dal fonte battesimale novecentesco e ospita un olio rappresentante il Battesimo di Gesù, donato da Eugenio Scarabella poco prima del 1750.
Tra le 18 opere complessive considerate di interesse nazionale, sono degni di nota anche i quadri raffiguranti la Deposizione di Gesù Cristo dalla Croce, risalente alla seconda metà del XVI secolo, le Anime purganti, dipinto forse da Mauro Oddi nel XVII secolo, San Giacomo e scene di una battaglia, realizzato da Ludovico Pessi intorno alla metà del XVII secolo, e Santa Lucia, databile alla prima metà del XIX secolo.

### Cripta di San Francesco

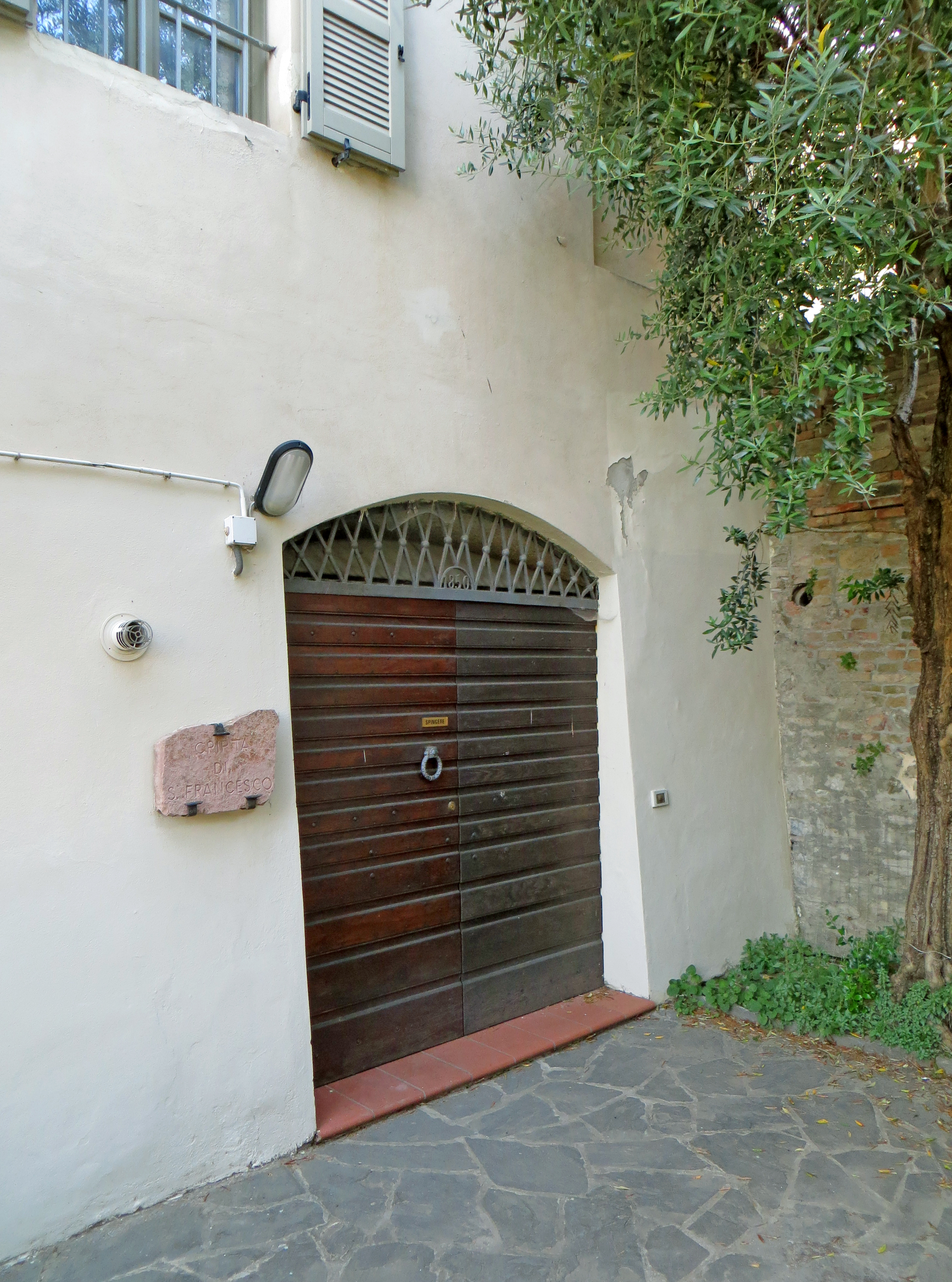
Ingresso alla cripta di San Francesco

Sotto l'attigua canonica è collocata la cripta di San Francesco, raggiungibile scendendo alcuni gradini.
Al suo interno sono conservati vari oggetti di pregio, tra cui l'antica vasca battesimale appartenente all'edificio originario, una ruota dell'organo del 1780 e l'orologio da campanile del 1754.